# Bagré (département)
Pour les articles homonymes, voir Bagré.
Cet article concerne le département et la commune rurale. Pour le village chef-lieu, voir Bagré (Burkina Faso).
Bagré est un département et une commune rurale de la province du Boulgou, situé dans la région du Centre-Est au Burkina Faso. 
En 2006, le département comptait 29 164 habitants.
En 2019, le département comptait 37 855 habitants. 

## Géographie

### Situation
La commune est située à proximité du barrage de Bagré retenant le lac de Bagré, un lac de barrage dont l'émissaire est la rivière Nakambé (nom burkinabè de la Volta Blanche).

### Villages
Le département et la commune rurale de Bagré est administrativement composé de huit villages, dont le village chef-lieu homonyme (populations actualisées lors du dernier recensement général de 2006) :
- Bagré (ou Bagré-Village) (4 993 habitants), chef-lieu
- Boakla (2 169 habitants)
- Dirlakou (11 387 habitants)
- Goudayeré (672 habitants)
- Guingalé (1 166 habitants)
- Sangaboulé (1 627 habitants)
- Yambo (3 932 habitants)
- Zabo (3 218 habitants)

## Économie
L'économie de la commune est liée principalement à l'agriculture rendue possible par le lac de barrage de Bagré et orientée vers la riziculture.
Le barrage permet également une petite activité touristique, grâce à sa plage aménagée et un centre de loisir.

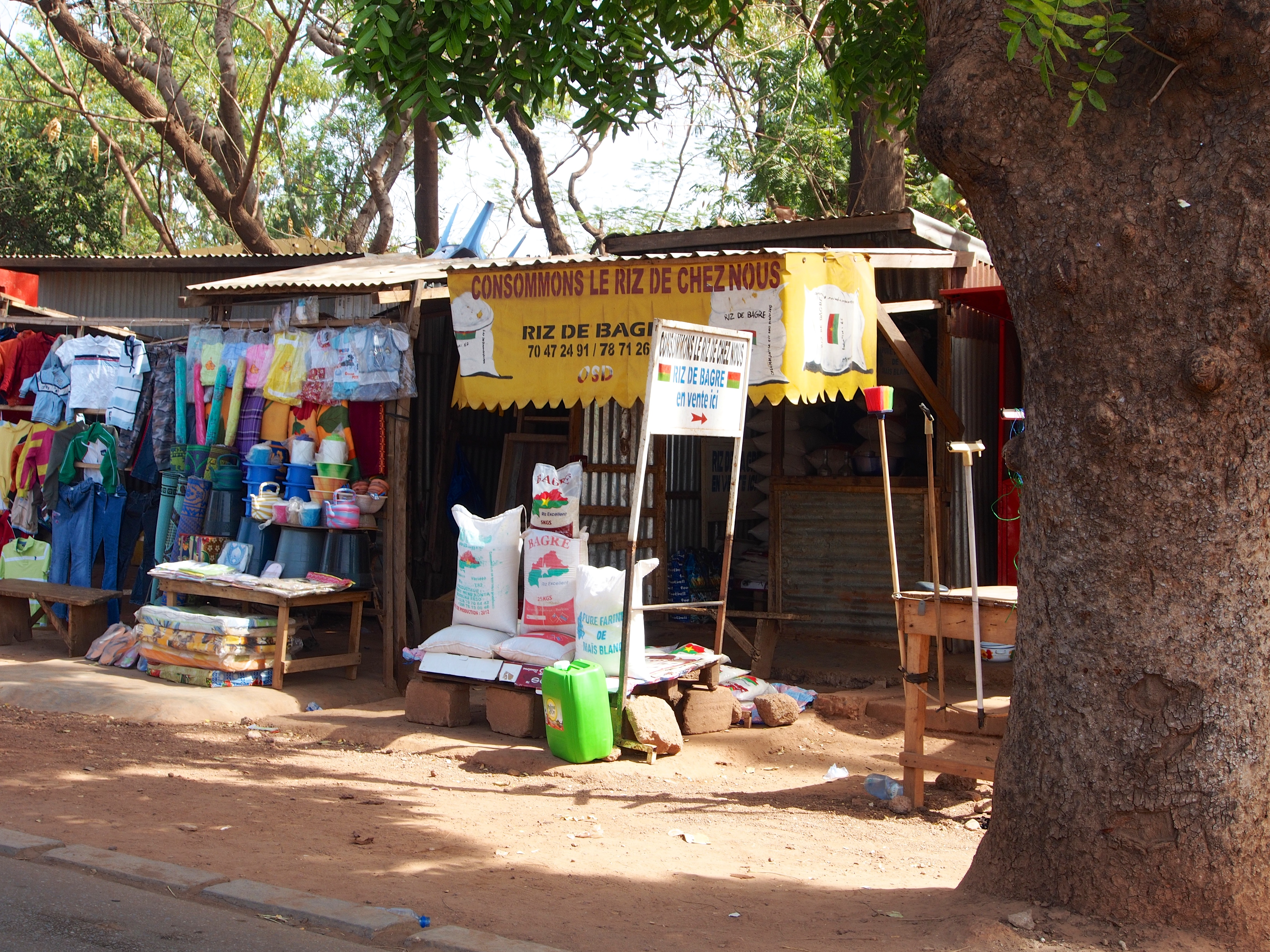
Vente de riz de Bagré à Ouagadougou.
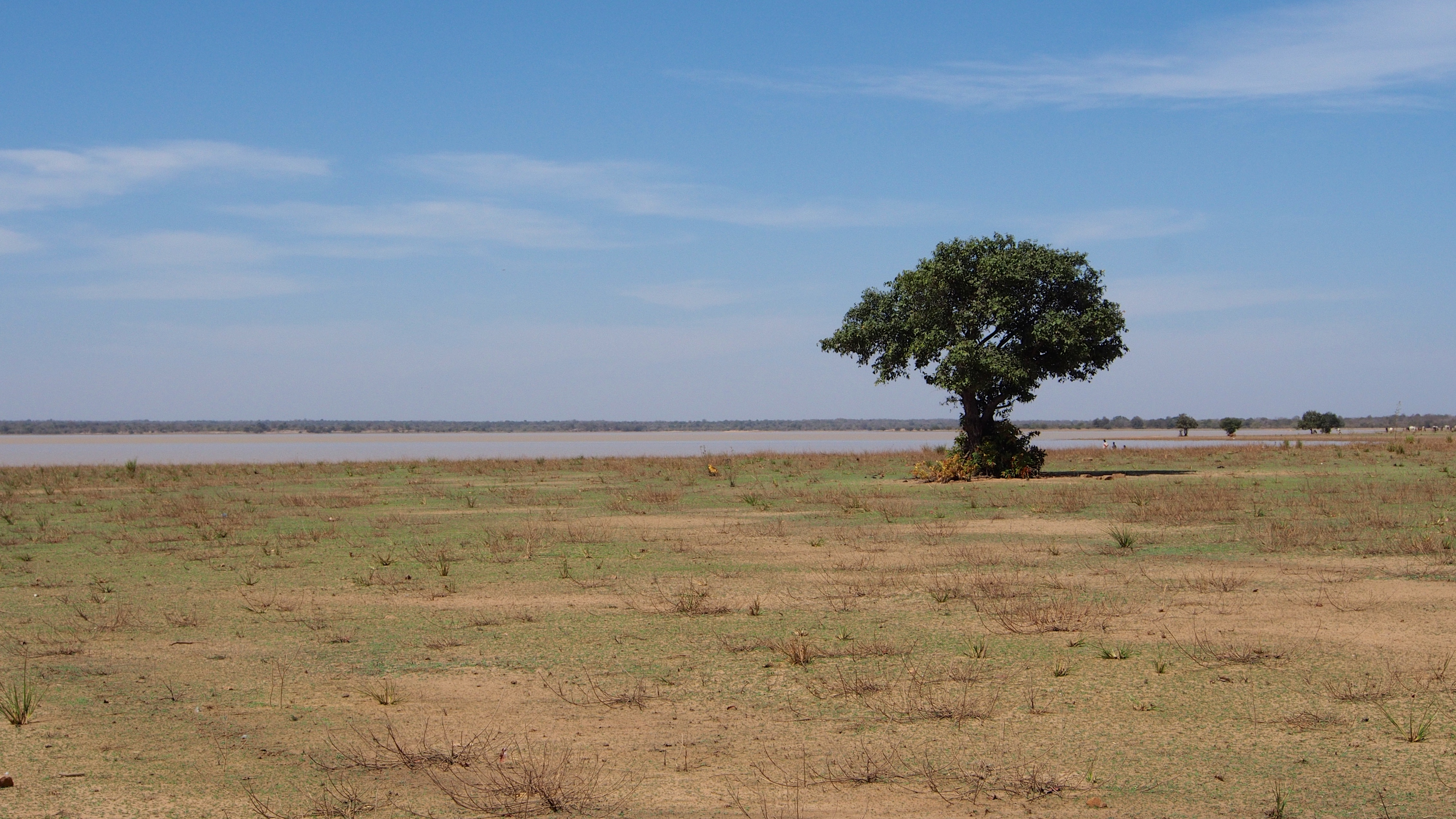
Le lac de Bagré en 2013

## Santé et éducation
Le département possède six centres de santé et de promotion sociale (CSPS) : trois à Bagré et ses environs, Guingalé, Yambo (quartier de Bégassé) et Zabo tandis que le centre hospitalier régional (CHR) le plus proche se trouve à Tenkodogo.